# Primavera a Beechwood
Primavera a Beechwood (títol original en anglès, Mothering Sunday) és una pel·lícula de drama romàntic britànic del 2021 dirigida per Eva Husson, a partir d'un guió d'Alice Birch, basada en la novel·la homònima de Graham Swift. La pel·lícula és protagonitzada per Odessa Young, Josh O'Connor, Olivia Colman i Colin Firth. La pel·lícula també suposa la primera aparició de la guanyadora de l'Oscar Glenda Jackson en una estrena en més de 30 anys, després d'haver aparegut per darrera vegada a El rei del vent (1990), així com el penúltim paper cinematogràfic de la seva vida. S'ha doblat i subtitulat al català.
Ambientada en les seqüeles de la Primera Guerra Mundial, la pel·lícula segueix la vida de la Jane Fairchild (Young), una criada òrfena que passa el Diumenge de les Mares amb el seu ric amant.
Primavera a Beechwood es va estrenar per primer cop al Festival de Canes el 9 de juliol de 2021.